# Alfred Brader
Alfred Brader (* 6. Mai 1956 in St. Pölten) ist ein österreichischer Politiker (ÖVP) und Professor des pädagogischen Instituts in Baden. Brader war von 1994 bis 1996 sowie von 2002 bis 2006 Abgeordneter zum Nationalrat.

## Berufliche Karriere
Alfred Brader wuchs als erstes Kind einer Landwirtefamilie in St. Pölten-Wagram auf. Nach der Volks- und Hauptschule besuchte er die Höhere landwirtschaftliche Bundeslehranstalt in Wieselburg von 1970 bis 1975, wo er auch maturierte. Danach studierte er an der Pädagogischen Akademie der Diözese St. Pölten in Krems an der Donau von 1975 bis 1978, die er mit der Lehramtsprüfung abschloss. Danach arbeitete er als Sonderschullehrer für schwerhörige und gehörlose Kinder bis 2002. Nebenbei arbeitete er als Assistent und Lektor an der Universität Wien. Er ist Professor an der Pädagogischen Hochschule Niederösterreich.

## Politische Karriere
1986 wurde er Gemeinderat in St. Pölten, was er auch bis zu seinem erstmaligen Einzug in den Nationalrat am 7. November 1994 blieb. Nachdem in Reutte und Donnerskirchen die Nationalratswahl von 1995 wegen Unregelmäßigkeiten wiederholt werden musste, und die ÖVP dabei ein Mandat an die FPÖ verlor, musste er aus dem Nationalrat ausscheiden. Danach war er von nach der Gemeinderatswahl in St. Pölten 1996 bis 2005 Vizebürgermeister in St. Pölten und als Nachfolger von Vinzenz Höfinger ÖVP-Bezirksobmann von St. Pölten Stadt.
Für die Nationalratswahl 2006 wurde er Spitzenkandidat für den Wahlkreis Niederösterreich Mitte. Nach Turbulenzen rund um die Interpretation des Vorzugsstimmenergebnisses schied Alfred Brader am 31. Dezember 2006 wieder aus dem Nationalrat aus.

## Auszeichnungen
- 1992: Leopold-Kunschak-Preis[3]

## Privates
Er ist seit 1979 mit Gabriele Brader verheiratet und hat drei Töchter. Brader ist Mitglied der katholischen Schülerverbindungen Carolina und Aggstein im MKV.